# Рєпнін Михайло Петрович
Михайло Петрович Рєпнін († 16 січня 1564) — князь, стольник, боярин і воєвода з роду Рєпніних.
Старший син боярина князя Петра Івановича Рєпніна.

## Життя та біографія
Стольник та осавул у царському поході проти кримських татар (1544). Був на весіллі царя Івана Васильовича Грозного з Анастасією Романівною, де був із братом Юрієм «біля ліжка» (03 лютого 1547). Підписався на доручному записі за князем Іваном Івановичем Пронським (09 грудня 1547). Воєвода в Пронську, звідки ходив у Тулу, беручи участь у відбитті кримських татар (1545).
У 1549—1550 роках — ринда за царя Івана Грозного під час другого походу на Казанське ханство і в поході «кримськими вістями» до Коломни. Син боярський 2-ї статті, наданий у московське дворянство (1550). Воєвода у Пронську (1551). При облозі кримським ханом Тули, прийшов із загоном на допомогу з Проні (1552). У 1553 відправлений з Коломни в Одоєв у передовому полку, а в 1555 — береговий воєвода на річці Угрі. У 1556 році під час походу царя Івана Грозного в Серпухов перебував у числі «голів». У 1557 році — воєвода в Карачеві, потім у Курську та Мценську. У 1558 році служив воєводою в Орєшку.
У тому ж 1558 брав участь у Лівонській війні. Разом із князем Дмитром Івановичем Курлятєвим був воєводою великого полку в Ракоборі. Російські війська захопили Кавелехт, спалили Верполь і розгромили лівонських хрестоносців у бою під Таллінном (Ревелем). Незабаром лівонський магістр Готтгард фон Кеттлер і воєначальник ризького архієпископа Фелькерзам, зібравши десятитисячне військо, взяли в облогу замок Рінген і взяли його штурмом.

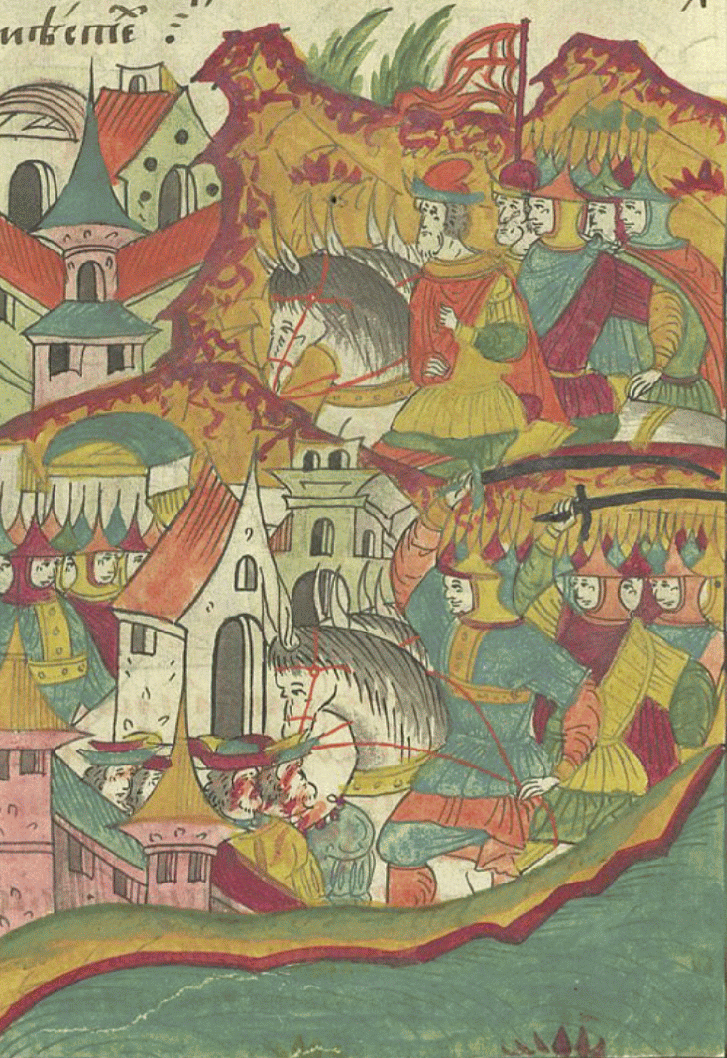
Михайло Петрович Рєпнін у поході з Павлом Заболоцьким та Жданом Вешняковим у поході до міста Пайдусу

У 1559 році вшанований у бояри. У 1560 — перший воєвода полку лівої руки під час походу російської раті під командуванням князя Івана Федоровича Мстиславського на Марієнбург та інші лівонські міста. Наприкінці 1562 — на початку 1563 року брав участь у поході російської армії під проводом царя Івана Васильовича Грозного на Полоцьк, під час якого був воєводою «поряд». Підписався на доручному записі за князем Іваном Дмитровичем Бєльським (20 березня 1562). У 1563 році — був у Великих Луках «за звістками» в передовому полку. Підписався в доручному записі за князем Олексієм Івановичем Воротинським (20 квітня 1563).
За словами князя Андрія Михайловича Курбського, цар Іоан IV Грозний одного разу закликав князя Михайла Петровича Рєпніна до себе на маскований вечір; коли останній почав говорити йому, що «християнському цареві це непристойно», Іван IV, одягнувши на нього маску, сказав: «Веселись, грайся з нами». Але князь Михайло Рєпнін, зірвавши й розтоптавши маску, сказав: «… щоб я, боярин, став божевіллям і бешкетувати…» Цар через кілька днів велів убити його в церкві. Його вбили в церкві, біля вівтаря, під час читання Євангелія, в суботу, за всенічною († 16 січня 1564).
Ім'я князя Михайла Петровича Рєпніна було внесено до синодика Кирило-Білозерського монастиря та синодика опального.

## Сім'я
Брат — князь Юрій Петрович Рєпнін, московський дворянин.
Дружина: Марія, походження не відомо.
- Імовірно[4], їхньою дочкою була княжна Олена Михайлівна (1592) — перша дружина боярина, князя і майбутнього царя Василя Івановича Шуйського (1552—1612).
- Княжна Ганна Михайлівна, згадана, як живе зі своєю матір'ю у вотчині в Коломенському повіті (1578)[2][5].

## У мистецтві
- Балада О. К. Толстого «Князь Михайло Рєпнін» (1840-ті)
- Картина К. Є. Маковського «Князь Рєпнін на бенкеті в Івана Грозного» (1880-ті)